# Jennifer Government
Jennifer Government este un roman distopic din 2003 al lui Max Barry, plasat într-o realitate alternativă în care majoritatea națiunilor din Americi și Oceania sunt dominate de corporații puternice și coaliții corporative și unde puterea guvernamentală este extrem de limitată. A fost finalist pentru un premiu Campbell în anul său de eligibilitate, dar nu a câștigat și a fost inclus în lista anuală de cărți notabile a The New York Times.  Romanul a fost redenumit ca Logoland în edițiile sale germane și italiene. În ediția sa braziliană, a fost redenumit EU S/A, o abreviere de la Estados Unidos Sociedade Anônima, care se traduce aproximativ ca United States, Inc.
Pentru a ajuta la promovarea romanului, Barry a creat un joc pentru browser intitulat Jennifer Government: NationStates (scurtat ulterior la NationStates). În joc, jucătorii fac alegeri care sunt inspirate de roman și care afectează economia, societatea și cultura țărilor lor. NationStates a fost lansată odată cu cartea și rămâne activă din decembrie 2022. 

## Rezumat
John Nike, vicepreședinte al Guerrilla Marketing, îl angajează pe Hack Nike, un angajat stângaci și naiv de nivel scăzut, pentru a executa o schemă de marketing secret ambițioasă și lipsită de etică. John intenționează să crească interesul pentru viitorii pantofi Nike Mercury, punându-l pe Hack să omoare oameni care încearcă să-i cumpere, intenționând să facă pantofii să pară atât de dezirabili încât clienții să se omoare între ei pentru a-i achiziționa. Hack semnează contractul fără să-l citească. Când află că îi cere să comită crimă, subcontractează⁠(d) poliția, acum o organizație mercenară, în încercarea de a-și păstra locul de muncă (care presupune îndeplinirea contractului) fără a fi nevoit să-și asume responsabilitatea pentru crimă.
După ce câțiva copii sunt uciși în diferite magazine Nike în ziua deschiderii, Jennifer Guvernul își asumă responsabilitatea de a-i găsi pe făptuitori, chiar dacă nu poate obține finanțarea pentru ancheta ei. Unul dintre copiii uciși a cumpărat pantofii cu banii dăruiți de Buy Mitsui, un agent de bursă francez plin de bani după un succes profesional recent. Simțindu-se personal responsabil pentru moartea fetei, Buy își unește forțele cu Jennifer.
În același timp, Violet (iubita lui Hack) creează un virus informatic periculos, intenționând să-l vândă celui mai mare ofertant. Ea reușește să-l vândă către ExxonMobil. Conducătorii ei o duc în toată lumea pentru a exploata puterea virusului, dar nu o plătesc niciodată pentru asta. Supărată, Violet se întoarce către John Nike, care promite că o va ajuta să se răzbune pe ExxonMobil. În schimb, John cere ca Violet să o răpească pe Kate, fiica guvernului Jennifer, intenționând să o folosească ca pârghie pentru a descuraja investigația lui Jennifer.
Hack Nike este concediat și fondează un grup de activiști anti-corporații pentru a se răzbuna pe John Nike. Guvernul Hack și Jennifer reușește să o salveze pe Kate și să-l aresteze pe John.